# ليستير كينغ
ليستير كينغ (بالإنجليزية: Lester King)‏ (و. 1939 – 1998 م) هو لاعب كريكت من الهند، والراج البريطاني، توفي عن عمر يناهز 59 عاماً.

## روابط خارجية
- ليستير كينغ على موقع إي آس بي آن كريك إنفو (الإنجليزية)